# 第3期名人戦(旧) (囲碁)
第3期名人戦(旧)（だい3きめいじんせん）
囲碁の名人戦第3期は、1962年（昭和37年）12月から1964年に行われ、第2期名人坂田栄男に、坂田に名人を奪われた藤沢秀行九段が挑戦者となってのリターンマッチとなった。挑戦手合七番勝負は坂田の4勝1敗で、名人位2連覇を果たした。

## 方式
挑戦者決定リーグ参加棋士は、前期シードの呉清源、藤沢秀行、木谷實、橋本昌二、藤沢朋斎、宮本直毅と、新参加の宮下秀洋、中村勇太郎、林海峰の計9名。
コミは5目（ジゴは白勝ち）、持時間はリーグ戦は各6時間、挑戦手合は各10時間の二日制。

## 結果
予選では21歳の新鋭林海峰七段が、決勝で院生時代の師範杉内雅男を破って初リーグ入りを果たした。
リーグ戦は藤沢秀行が7勝1敗の1位で挑戦権を獲得。呉清源は6勝2敗で3期連続2位となる不運で、遂に名人位を手にすることはできなかった。木谷はリーグ最終局の藤沢朋斎戦において高血圧で倒れて棄権負となったが、3位となる。その後2年ほど療養し、第4期も全局不戦敗となり、棋士としての活躍は終焉に向かう。林海峰は4勝4敗の6位でリーグ残留。宮下、宮本、中村がリーグ陥落となった。
挑戦手合七番勝負は、7月29日からの第1局は中盤で優位を得た坂田が白番4目勝。第2局は藤沢の好局で1勝を返す。第3局は26手目まで1局目と同じ進行となったが坂田勝ち。4局目は坂田が中盤からの激しい攻めによる振り替わりで優勢となり、この七番勝負で初めて先番勝ちを得る。第5局も坂田が勝って4勝1敗とし、藤沢のリターンマッチを退けて名人位を防衛した。
七番勝負（1964年）（△は先番）
坂田はこの年、この名人位、本因坊戦4連覇に加え、日本棋院選手権戦、王座、プロ十傑戦、日本棋院第一位決定戦、NHK杯と2度目の七冠を達成、年間成績も30勝2敗という空前の記録を打ち立て、まさに坂田時代であった。

## 対局譜
第3期名人戦挑戦手合い七番勝負第5局 1964年9月6-7日 坂田栄男名人-藤沢秀行(先番)
坂田3勝1敗で迎えた第5局は、北九州市小倉の田川で行われ、白8とゆっくり打とうというのに対し、黒23と忙しくしようとするが、白32からのえぐりが大きく、白好調の出だしとなる。
黒は右辺を白に割らせて下辺を模様にしたところ、白66が深入りで、黒のチャンスとなった。しかし白76が妙手で、94まで下辺を治まってやはり優勢。白76、黒77の交換は、79の噛み取りが先手なので部分的には損な手だが、黒からは77の左が隅の白への利きであるところ、白76、黒77の交換でその利きを先手で消している。黒は69の手で74の右上などに大きく攻めるのが良かった。この後、黒は左辺切込みから二段コウに持ち込み、このコウに勝って左辺白の一団を飲み込んで猛烈に頑張るが、右上の黒を取られ、大差の終局となった。
名人戦定石（第3期名人戦挑戦手合七番勝負第1局 1964年7月29-30日 坂田栄男名人-藤沢秀行(先番)
第1局は四谷福田屋で開戦。この頃藤沢は一間高バサミを多用していたが、右上隅黒7から23までの形はその後多く現れ、名人戦定石と呼ばれた、第3局は、26手目までが第1局と同形で進むという意地のぶつかり合いになった。27の手で黒29と変化したが、善悪は不明。